# Паоло Банкеро
Паоло Наполеон Джеймс Банкеро (англ. Paolo Napoleon James Banchero, нар. 12 листопада 2002, Сіетл, США) — американський професійний баскетболіст італійського походження, важкий форвард команди НБА «Орландо Меджик». Перший номер драфту 2022 та найкращий новачок НБА 2023 року.

## Ігрова кар'єра
На університетському рівні грав за команду Дюк (2021—2022).
2022 року був обраний у першому раунді драфту НБА під загальним 30-м номером командою «Орландо Меджик». Професійну кар'єру розпочав 2022 року виступами за тих же «Меджик». Дебютував у НБА 19 жовтня у матчі проти «Детройта», набравши 27 очок, 9 підбирань та 5 асистів. Став першим гравцем з часів Леброна Джеймса, якому вдалось набрати мінімум 25 очок, 5 підбирань та 5 асистів у своєму дебютному матчі в лізі. За підсумками сезону був визнаний новачком року в лізі.
3 січня 2024 року набрав тодішній рекорд кар'єри – 43 очки в матчі, що завершився поразкою з рахунком 138–135 у подвійному овертаймі проти «Сакраменто Кінгз». 1 лютого 2024 року був вперше обраний на Матч усіх зірок як запасний гравець Східної конференції. Незважаючи на свій хороший виступ у плей-оф, не зміг допомогти команді пройти Клівленд Кавальєрс у першому раунді.
28 жовтня встановив новий кар'єрний рекорд, набравши 50 очок, а також зробивши 13 підбирань, 9 результативних передач і 2 блоки у переможному матчі з рахунком 119–115 проти «Індіани Пейсерз». Виступ із 50 очками зробив його четвертим гравцем в історії «Орландо Меджик», який набрав щонайменше 50 очок в одній грі.
30 жовтня, під час гри проти «Чикаго Буллз», Банкеро зазнав розриву косого м'яза з правого боку та вибув на невизначений термін.

## Статистика виступів

### НБА

#### Регулярний сезон
| Сезон               | Команда             | GP  | GS  | MPG  | FG%  | 3P%  | FT%  | RPG | APG | SPG | BPG | PPG  |
| ------------------- | ------------------- | --- | --- | ---- | ---- | ---- | ---- | --- | --- | --- | --- | ---- |
| 2022–23             | «Орландо Меджик»    | 72  | 72  | 33.7 | .427 | .298 | .738 | 6.9 | 3.7 | .8  | .5  | 20.0 |
| 2023–24             | «Орландо Меджик»    | 80  | 80  | 35.0 | .455 | .339 | .725 | 6.9 | 5.4 | .9  | .6  | 22.6 |
| Усього за кар'єру   | Усього за кар'єру   | 152 | 152 | 34.4 | .442 | .321 | .731 | 6.9 | 4.6 | .9  | .6  | 21.3 |
| У матчах всіх зірок | У матчах всіх зірок | 1   | 0   | 18.9 | .333 | .000 | —    | 9.0 | 5.0 | .0  | .0  | 6.0  |

#### Плей-оф
| Сезон             | Команда           | GP | GS | MPG  | FG%  | 3P%  | FT%  | RPG | APG | SPG | BPG | PPG  |
| ----------------- | ----------------- | -- | -- | ---- | ---- | ---- | ---- | --- | --- | --- | --- | ---- |
| 2023–2024         | «Орландо Меджик»  | 7  | 7  | 37.5 | .456 | .400 | .755 | 8.6 | 4.0 | 1.1 | .6  | 27.0 |
| Усього за кар'єру | Усього за кар'єру | 7  | 7  | 37.5 | .456 | .400 | .755 | 8.6 | 4.0 | 1.1 | .6  | 27.0 |